# Heracleum × rodnense
Heracleum × rodnense är en hybridart i släktet lokor och familjen flockblommiga växter.
Arten är en korsning av Heracleum carpaticum och Heracleum sphondylium och förekommer i Rumänien. Den beskrevs av Erasmus Julius Nyárády och Ioan Todor 1958.